# Tom Neal
Thomas Carroll Neal Jr. (28 de enero de 1914-7 de agosto de 1972) fue un actor y exitoso boxeador aficionado estadounidense, conocido por su papel coprotagonista en la película aclamada por la crítica Detour, por tener un romance ampliamente publicitado con la actriz Barbara Payton y por ser posteriormente condenado y encarcelado por homicidio involuntario.

## Primeros años
Nacido en Evanston, Illinois, Neal fue uno de los tres hijos del banquero Thomas, Sr. y Mayme Neal (de soltera, Martin). Tenía dos hermanas mayores, Mary Elizabeth y Dorothy Helen.  Afirmaba que su tío abuelo materno era John Drew, Jr., destacado actor.  Neal y sus hermanas se criaron en una espaciosa casa de diez habitaciones en Chicago. Asistió a la Academia Lake Forest y a la Escuela Secundaria del Municipio de Evanston antes de matricularse en la Universidad del Noroeste, donde se especializó en matemáticas.  Durante la universidad, Neal practicó varios deportes y, durante un tiempo, compitió en combates de boxeo amateur.  También fue miembro de la fraternidad Sigma Chi y participó activamente en el club de teatro. 

## Carrera
Neal abandonó la universidad después de un año y regresó a Chicago. Apareció en varias producciones teatrales de verano antes de viajar a la ciudad de Nueva York en 1933.  Hizo su debut en Broadway en 1935. En 1938, apareció por primera vez en una película en Out West with the Hardys, parte de la serie de películas de Mickey Rooney "La familia Hardy".
A lo largo de las décadas de 1940 y 1950, apareció en numerosas películas de bajo presupuesto o B. En 1941 protagonizó junto a Frances Gifford la serie de 15 episodios de Republic Pictures Jungle Girl. Probablemente su papel más memorable fue el de Al Roberts en el clásico del cine negro Detour junto a Ann Savage.

## Vida personal
Neal se casó tres veces y tuvo un hijo. Su primer matrimonio fue con la actriz y cantante Vicky Lane, con quien se casó en 1948. Lane se divorció de Neal en 1949, citando "crueldad física y mental". 
En 1935, a la edad de 21 años, Neal había sido noticia por anunciar su compromiso con Inez Norton, de 32 años, una ex chica Ziegfeld y ex amante del gángster asesinado Arnold Rothstein. Según informes periodísticos, el compromiso se rompió tras la intervención del padre de Neal. 
En 1950, Neal conoció a la actriz Barbara Payton en una fiesta. Los dos comenzaron a salir, aunque Payton tenía una relación y acababa de comprometerse con el actor Franchot Tone.  A pesar de su compromiso, Payton siguió viendo a Neal.  El 14 de septiembre de 1951, Neal, Payton y Tone aparecieron en los titulares después de que Neal atacara a Tone por Payton en su jardín delantero.   Neal golpeó gravemente a Tone mientras Payton, según los informes, observaba la pelea. Tone sufrió un pómulo destrozado, nariz rota y una conmoción cerebral, siendo hospitalizado en coma.  Mientras se recuperaba, Tone y Payton se casaron el 28 de septiembre de 1951.  Payton dejó a Tone después de 53 días y regresó con Neal.  Tone solicitó el divorcio en marzo de 1952, citando a Payton por adulterio.  Neal y Payton anunciaron su compromiso en mayo de 1953, pero finalmente terminaron su relación ese mismo año. 
Poco después de su ruptura, Neal se casó con Patricia Fenton. Su único hijo, Patrick Thomas Neal, nació en 1957. Fenton murió al año siguiente de cáncer.  En 1992, Patrick Neal (conocido con el nombre de Tom Neal, Jr.) apareció, interpretando el papel de Al Roberts en una nueva versión independiente de 1992 de Detour.  

## Años posteriores y muerte
Después de su muy publicitada pelea con Franchot Tone y el romance adúltero con Payton, Neal fue incluido en la lista negra de Hollywood, al igual que Payton.  Aun actuó esporádicamente, pero se hizo más conocido por su tumultuosa relación intermitente con ella. Neal y Payton intentaron capitalizar el interés en su relación protagonizando juntos el western de bajo presupuesto The Great Jesse James Raid en 1953. A la película le fue razonablemente bien, pero no hizo nada para revitalizar las carreras de la pareja.  En junio de 1953, Neal y Payton aceptaron una oferta para protagonizar la producción teatral itinerante de The Postman Always Rings Twice. Sus actuaciones fueron ampliamente criticadas y la gira terminó en septiembre de 1953. Neal y Payton se separaron en noviembre. 
Terminada su carrera como actor, Neal se mudó a Palm Springs, California, y se convirtió en jardinero.  Más tarde inició su propio negocio de jardinería.   En 1961, Neal se casó con la recepcionista Gail Bennett en Las Vegas. El 2 de abril de 1965, el abogado de Neal citó a la policía a la casa de la pareja en Palm Springs.  Descubrieron el cuerpo de Bennett desplomado en el sofá de la sala de estar, parcialmente cubierto por una manta, con un tiro en la nuca. Más tarde se determinó que a Bennett le habían disparado con una pistola calibre .45 el 1 de abril.  Neal, que no estaba en la casa cuando llegó la policía, se convirtió de inmediato en sospechoso. Se entregó a la policía el 3 de abril y fue acusado de asesinato el 10 de abril.  
En su juicio, Neal admitió que él y Bennett estaban separados en el momento de su muerte, pero dijo que esta fue accidental. Testificó que el 1 de abril había regresado al domicilio conyugal en Palm Springs desde Chicago, donde había estado viviendo, para ver si era posible una reconciliación.  Neal dijo que los dos comenzaron a pelear después de que acusó a Bennett de acostarse con otros hombres. Afirmó que ella sacó un arma y se la apuntó a la cabeza, y los dos comenzaron a luchar por la pistola. Durante el forcejeo, Neal dijo que el arma se disparó accidentalmente y mató a Bennett. Aunque los fiscales solicitaron la pena de muerte, un jurado condenó a Neal por homicidio involuntario el 18 de noviembre de 1965.  El 10 de diciembre fue condenado a entre uno y quince años de prisión, de los cuales cumplió seis. El 6 de diciembre de 1971 fue puesto en libertad condicional.   Después de su liberación, Neal volvió a trabajar como paisajista y jardinero.
El 7 de agosto de 1972, Neal fue encontrado muerto en su cama por su hijo en el modesto apartamento de North Hollywood, California, a donde se habían mudado.  Su muerte se atribuyó posteriormente a una insuficiencia cardíaca. 

## Récord de boxeo amateur
| Resultado   | Registro | Oponente                | Método | Fecha                 | Asalto | Tiempo | Evento | Ubicación                |
| ----------- | -------- | ----------------------- | ------ | --------------------- | ------ | ------ | ------ | ------------------------ |
| Perdedor    | 31-3-0   | J.H. Isbell             | KO     | 31 de marzo de 1934   | 2      |        |        | Cambridge, Massachusetts |
| Perdedor    | 31-2-0   | "Modest" Bill Smith     | KO     | 27 de febrero de 1934 | 2      |        |        | Cambridge, Massachusetts |
| Ganador     | 31-1-0   | Frankie Hagen           | KO     | 24 de febrero de 1934 | 1      |        |        | Cambridge, Massachusetts |
| Ganador     | 30-1-0   | Harry Gardner           | KO     | 21 de febrero de 1934 | 1      |        |        | Cambridge, Massachusetts |
| Ganador     | 29-1-0   | Sid Stoneman            | KO     | 14 de febrero de 1934 | 1      |        |        | Cambridge, Massachusetts |
| Ganador     | 28-1-0   | Frankie Hagan           | PTS    | 30 de enero de 1934   | 3      |        |        | Cambridge, Massachusetts |
| Ganador     | 27-1-0   | Basil Barnett           | KO     | 24 de enero de 1934   | 2      |        |        | Cambridge, Massachusetts |
| Ganador     | 26-1-0   | George Krause           | KO     | 16 de enero de 1934   | 1      |        |        | Cambridge, Massachusetts |
| Ganador     | 25-1-0   | Bob Delmont             | KO     | 7 de enero de 1934    | 1      |        |        | Cambridge, Massachusetts |
| Perdedor    | 24-1-0   | Brad Simmons            | KO     | 1 de enero de 1934    | 1      |        |        | Cambridge, Massachusetts |
| Ganador     | 24-0-0   | Herman Zeinman          | KO     | 1933                  | 1      |        |        | Cambridge, Massachusetts |
| Ganador     | 23-0-0   | William Beltran         | KO     | 1933                  | 1      |        |        | Cambridge, Massachusetts |
| Ganador     | 22-0-0   | Lloyd Blake             | KO     | 1933                  | 1      |        |        | Cambridge, Massachusetts |
| Ganador     | 21-0-0   | Lawrence "Larry" O'Neil | KO     | 1933                  | 1      |        |        | Cambridge, Massachusetts |
| Ganador     | 20-0-0   | Igg Rosenberg           | KO     | 1933                  | 1      |        |        | Cambridge, Massachusetts |
| Ganador     | 19-0-0   | Melvin Kenyon           | KO     | 1933                  | 1      |        |        | Cambridge, Massachusetts |
| Ganador     | 18-0-0   | Gary Keers              | KO     | 1933                  | 1      |        |        | Cambridge, Massachusetts |
| Ganador     | 17-0-0   | Samuel Rodgway          | KO     | 28 de mayo de 1933    | 1      |        |        | Cambridge, Massachusetts |
| Intercambio | 16-0-0   | "Irish" Tommy Mitchell  | KO     | 21 de mayo de 1933    | 1      |        |        | Cambridge, Massachusetts |
| Ganador     | 15-0-0   | Jim Crawford            | KO     | 14 de mayo de 1933    | 1      |        |        | Cambridge, Massachusetts |
| Ganador     | 14-0-0   | Max Levine              | KO     | 7 de mayo de 1933     | 1      |        |        | Cambridge, Massachusetts |
| Ganador     | 13-0-0   | Leo Hart                | KO     | 1 de mayo de 1933     | 1      |        |        | Cambridge, Massachusetts |
| Ganador     | 12-0-0   | Paul Benjamin           | PTS    | 1932                  | 3      |        |        | Evanston, Illinois       |
| Ganador     | 11-0-0   | Fred Chapman            | KO     | 1932                  | 3      |        |        | Evanston, Illinois       |
| Ganador     | 10-0-0   | Paul Benjamin           | KO     | 1932                  | 3      |        |        | Evanston, Illinois       |
| Ganador     | 9-0-0    | Rod Conley              | KO     | 1932                  | 2      |        |        | Evanston, Illinois       |
| Ganador     | 8-0-0    | Paul Gilmore            | KO     | 1932                  | 1      |        |        | Chicago, Illinois        |
| Ganador     | 7-0-0    | Jack Lewis              | KO     | 1932                  | 3      |        |        | Chicago, Illinois        |
| Intercambio | 6-0-0    | Eddie Mitchell          | KO     | 1932                  | 1      |        |        | Chicago, Illinois        |
| Ganador     | 5-0-0    | Ernest Brant            | KO     | 1932                  | 1      |        |        | Chicago, Illinois        |
| Ganador     | 4-0-0    | Karl Brenner-Eggers     | KO     | 1932                  | 1      |        |        | Chicago, Illinois        |
| Ganador     | 3-0-0    | Norman Martin           | PTS    | 1932                  | 3      |        |        | Chicago, Illinois        |
| Ganador     | 2-0-0    | Albert Leikman          | KO     | 1932                  | 1      |        |        | Chicago, Illinois        |
| Ganador     | 1-0-0    | Keith Newman            | KO     | 1932                  | 1      |        |        | Chicago, Illinois        |

## Filmografía
| Año  | Título                                   | Papel                          | Notas                                                                             |
| ---- | ---------------------------------------- | ------------------------------ | --------------------------------------------------------------------------------- |
| 1938 | Out West with the Hardys                 | Aldrich Brown                  |                                                                                   |
| 1939 | Burn 'Em Up O'Connor                     | 'Hank' Hogan                   |                                                                                   |
| 1939 | Four Girls in White                      | Dr. Phillips                   |                                                                                   |
| 1939 | Honolulu                                 | asistente de la ambulancia     | Sin acreditar                                                                     |
| 1939 | Within the Law                           | Richard Gilder                 |                                                                                   |
| 1939 | Prophet Without Honor                    | Matthew Fontaine Maury         | Cortometraje; sin acreditar                                                       |
| 1939 | 6,000 Enemies                            | Rescatado                      |                                                                                   |
| 1939 | Stronger Than Desire                     | Reportero                      | Sin acreditar                                                                     |
| 1939 | They All Come Out                        | Joe Z. Cameron                 |                                                                                   |
| 1939 | Another Thin Man                         | Freddie Coleman                |                                                                                   |
| 1939 | Joe and Ethel Turp Call on the President | Johnny Crusper                 |                                                                                   |
| 1940 | The Courageous Dr. Christian             | Dave Williams                  |                                                                                   |
| 1940 | Crime Does Not Pay                       | Frank Watson                   | Episodio "Jack Pot" en las MGM series                                             |
| 1940 | Sky Murder                               | Steve – Piloto                 |                                                                                   |
| 1940 | Flight Command                           | Hell Cat                       | Sin acreditar                                                                     |
| 1941 | Under Age                                | Rocky Stone                    |                                                                                   |
| 1941 | Jungle Girl                              | Jack Stanton                   | Serial, título alternativo: Edgar Rice Burrough's Jungle Girl                     |
| 1941 | Top Sergeant Mulligan                    | Don Lewis                      |                                                                                   |
| 1941 | The Miracle Kid                          | Jimmy Conley                   |                                                                                   |
| 1941 | Ten Gentlemen from West Point            | Cadete                         | Sin acreditar                                                                     |
| 1942 | One Thrilling Night                      | Frankie Saxton                 |                                                                                   |
| 1942 | The Pride of the Yankees                 | Joven de la fraternidad        | Sin acreditar                                                                     |
| 1942 | Flying Tigers                            | Reardon                        |                                                                                   |
| 1942 | Bowery at Midnight                       | Frankie Mills                  |                                                                                   |
| 1943 | China Girl                               | Capitán Haynes                 | Sin acreditar                                                                     |
| 1943 | No Time for Love                         | Sandhog                        | Sin acreditar                                                                     |
| 1943 | Air Force                                | Marine                         | Sin acreditar                                                                     |
| 1943 | She Has What It Takes                    | Roger Rutledge                 |                                                                                   |
| 1943 | Good Luck, Mr. Yates                     | Charlie Edmonds                |                                                                                   |
| 1943 | Behind the Rising Sun                    | Taro Seki                      |                                                                                   |
| 1943 | There's Something About a Soldier        | Wally Williams                 |                                                                                   |
| 1943 | Klondike Kate                            | Jefferson Braddock             |                                                                                   |
| 1944 | The Racket Man                           | Matt Benson                    |                                                                                   |
| 1944 | Two-Man Submarine                        | Jerry Evans                    |                                                                                   |
| 1944 | The Unwritten Code                       | Sgt. Terry Hunter              |                                                                                   |
| 1944 | Thoroughbreds                            | Rusty Curtis                   |                                                                                   |
| 1945 | Crime, Inc.                              | Jim Riley                      | Título alternativo: Crime Incorporated                                            |
| 1945 | First Yank Into Tokyo                    | Major Steve Ross               |                                                                                   |
| 1945 | Detour                                   | Al Roberts                     |                                                                                   |
| 1945 | Club Havana                              | Bill Porter                    |                                                                                   |
| 1946 | Blonde Alibi                             | Rick Lavery                    |                                                                                   |
| 1946 | The Brute Man                            | Clifford Scott                 | Título alternativo: The Brute                                                     |
| 1946 | My Dog Shep                              | Fiscal del distrito Herrick    |                                                                                   |
| 1947 | The Hat Box Mystery                      | Russ Ashton                    | Cortometraje                                                                      |
| 1947 | Cry Wolf                                 | Recepcionista del hotel        | Sin acreditar                                                                     |
| 1947 | The Case of the Baby Sitter              | Russ Ashton                    | Cortometraje                                                                      |
| 1948 | Beyond Glory                             | Capitán Henry Jason Daniels    |                                                                                   |
| 1949 | Bruce Gentry                             | Bruce Gentry                   | Títulos alternativos: Daredevil of the Skies Bruce Gentry, Daredevil of the Skies |
| 1949 | Amazon Quest                             | Thomas Dekker Jr.              |                                                                                   |
| 1949 | Apache Chief                             | Teniente Brown                 |                                                                                   |
| 1949 | Red Desert                               | John Williams                  |                                                                                   |
| 1950 | Radar Secret Service                     | Mickey Moran                   |                                                                                   |
| 1950 | The Daltons' Women                       | Mayor                          |                                                                                   |
| 1950 | Joe Palooka in Humphrey Takes a Chance   | Gordon Rogers                  |                                                                                   |
| 1950 | I Shot Billy the Kid                     | Charley Bowdry                 |                                                                                   |
| 1950 | Train to Tombstone                       | Dr. Willoughby                 |                                                                                   |
| 1950 | The Du Pont Story                        | Alfred V. du Pont              |                                                                                   |
| 1950 | Call of the Klondike                     | Tom Mallory                    |                                                                                   |
| 1950 | King of the Bullwhip                     | Benson                         |                                                                                   |
| 1951 | Fingerprints Don't Lie                   | Fiscal                         |                                                                                   |
| 1951 | Navy Bound                               | Joe Morelli                    |                                                                                   |
| 1951 | Stop That Cab                            | Lefty                          |                                                                                   |
| 1951 | Danger Zone                              | Edgar Spadely                  | (2º Episodio)                                                                     |
| 1951 | G.I. Jane                                | Timothy R. 'Tim' Rawlings      |                                                                                   |
| 1951 | Let's Go Navy!                           | Joe                            |                                                                                   |
| 1951 | All That I Have                          | Bert Grayson                   |                                                                                   |
| 1951 | The Valparaiso Story                     |                                |                                                                                   |
| 1951 | Venture of Faith                         |                                |                                                                                   |
| 1953 | The Great Jesse James Raid               | Arch Clements                  |                                                                                   |
| 1958 | The Last Hurrah                          | Tom – doliente en el velatorio | Sin acreditar                                                                     |

| Año  | Título                                | Papel       | Notas                                    |
| ---- | ------------------------------------- | ----------- | ---------------------------------------- |
| 1950 | El show de Gene Autry                 | Breeze Buck | 2 episodios                              |
| 1951 | Racket Squad                          |             | Episodio: "Skin Game"                    |
| 1951 | Boston Blackie                        |             | 2 episodios                              |
| 1952 | Las aventuras del salvaje Bill Hickok | Lash Corby  | Episodio: "Historia del vigilante"       |
| 1958 | Cuentos de Wells Fargo                | Johnny Reno | Episodio: "Arma más rápida"              |
| 1959 | Mike Hammer de Mickey Spillane        | Luke Lund   | Episodio: "Según Luke" (aparición final) |